# Electrophorus varii
Electrophorus varii (вугор електричний Варі) — вид гімнотоподібних риб родини гімнотових (Gymnotidae) роду електричний вугор (Electrophorus). Названо на честь американського іхтіолога Річарда Пітера Варі. Генетичний аналіз свідчить про те, що Electrophorus varii відокремився від двох інших видів свого роду близько 7,1 мільйона років тому.

## Опис
Загальна довжина становить 1,48 м (середня — 1 м). Голова овальної форми, більш вузька та менш сплощена ніж в інших представників цього роду. Довжина голови становить від 8,1 до 14,2 % від загальної довжини.
Тулуб витягтий, змієподібний, округлий в передній частині й трохи стислий з боків у задній. Висота тіла становить 4,1 — 10,8 % від загальної довжини, ширина тіла — 4 — 8,1 % від загальної довжини. Клітрит (пара потиличних кісток у плечовому поясі) розташовано між першим та другим хребцями. Бічна лінія розташована у верхній частині тіла й ледь помітна. У ній є 124—186 електричних клітин-рецепторів.
Шкіра гола, без луски, значна частина якої вкрита електричними органами Гантера, Сакса та Мена. Має апарат Вебера, який з'єднує вухо з плавальним міхуром, що значно розширює можливості їхнього слуху. Грудні плавці невеличкі, складаються з 20-28 променів, спинний та черевні плавці відсутні, анальний плавець довгий (320—395 променів), майже по всьому тілу, що розширюється в кінці.

## Спосіб життя
Воліє до мулистих водойм зі зменшеним рівнем кисню, повільною течією та піщаним субстратом. Полює, застосовуючи електричний розряд у 572 V. У білих водах електропровідність вища ніж у чорних.

## Розповсюдження
Зустрічається в Амазонській низовині від Еквадорських та Перуанських Анд на заході до гирла Амазонії на сході.